# ویلیام بارو
ویلیام بارو (انگلیسی: Wilmer L. Barrow; ۲۶ ژوئیهٔ ۱۹۰۳ – ۲۹ اوت ۱۹۷۵ (۷۲ سال)) مهندسان برق اهل ایالات متحده آمریکا بود. وی همچنین برندهٔ جوایزی همچون مدال ادیسون انجمن مهندسان برق و الکترونیک و جایزه موریس لیبمن انجمن مهندسان برق و الکترونیک آمریکا شده است.